# Sorbonne Université Presses
Pour les articles homonymes, voir SUP et PUPS.
Ne doit pas être confondu avec Publications de la Sorbonne ou Presses Sorbonne Nouvelle.
Sorbonne Université Presses (SUP), anciennement Presses de l'Université Paris-Sorbonne (PUPS), sont une maison d'édition universitaire française, service général de la faculté des Lettres de Sorbonne Université, dirigée depuis 2024 par Hélène Védrine. La maison d'édition a pour fonction première de diffuser la recherche issue de ses écoles doctorales et des centres de recherche qui y sont associés. Avec une quarantaine de collections, les ouvrages des SUP concernent l'histoire, la géographie, les littératures, la philosophie, la linguistique, la sociologie, la religion, la musique et l'histoire de l'art.
Les SUP sont membres depuis 2004 de l'AFPU-D, qui est chargé de la diffusion de ses ouvrages, et sont distribuées par Dilisco.
Sorbonne Université Presses édite en outre plusieurs revues : la Revue d'histoire maritime, Genesis, Place de la Sorbonne, la Revue voltaire et les Cahiers Saulnier.